# Шахматный клуб Манхэттена
Шахматный клуб Манхэттена (англ. Manhattan chess club) — второй старейший и один из наиболее влиятельных шахматных клубов США до своего закрытия в 2002 году. Был основан в Нью-Йорке на острове Манхэттен в 1877 году. Среди его членов были почти все сильнейшие шахматисты США XX века: Решевский, Бобби Фишер, Ломбарди, И. Горовиц, Арнольд Денкер. Свою деятельность начал в помещении кафе (район Боуэри, Нижний Манхаттан) как кружок шахматистов-любителей (первоначально свыше 30, впоследствии — до нескольких сотен членов).

## История
Клуб организовал и провёл Нью-Йоркские международные турниры 1924 (победил Эмануил Ласкер) и 1927 (победил Капабланка) годов. Начиная с 1930-х годах, в нём проводились матчи национальных чемпионатов США. Также в нем проводились матчи чемпионатов мира 1886 и 1891 годов.
Чемпионаты шахматного клуба были одними из самых сильных турниров в США: гроссмейстеры Фрэнк Маршалл и Исаак Кашдан выигрывали его по три раза. В чемпионатах клуба неоднократно участвовали Г. Мароци, ставший чемпионом в 1927 году, Абрам Купчик, выигравший турнир 11 раз, Артур Бисгайер, выигравший турнир 7 раз, Александр Кевиц, Арнольд Денкер и Уолтер Шипмен, выигравшие турнир по шесть раз. Постоянным посетителем клуба был чемпион мира Хосе Рауль Капабланка. В 1970 году Бобби Фишер играл в турнире по блицу, организованном клубом, набрав 21½ очка из 22. Свою игру совершенствовали в клубе Решевский, Ломбарди, Артур Фейерштейн.
С 1938 года членами клуба могли стать женщины. За годы своего существования клуб менял свое местоположение. В 2002 году клуб прекратил своё существование.
В книге «Бобби Фишер, которого я знал, и другие рассказы» (The Bobby Fischer I Knew And Other Stories) Арнольда Денкера и шахматиста Лоуренса «Ларри» Парра есть много рассказов о клубе.